# Liga Española de Waterpolo Masculino
La Liga Española de Waterpolo Masculino es la competición de waterpolo entre clubes de España. Organizada por la Real Federación Española de Natación, está jerarquizada en diferentes categorías. La máxima categoría es la División de Honor, en la que participan los doce mejores equipos de España. La segunda categoría es la Primera División, la tercera es la Segunda División y la cuarta (ligas regionales) es competencia de las federaciones autonómicas.

## Historia
El dominador histórico del desaparecido Campeonato de España de Waterpolo (1912-1966) fue el Club Natació Barcelona, y desde el comienzo del torneo actual, el Atlètic Barceloneta es quien domina la máxima categoría.

### Antecedentes: Campeonato de España
El primer campeonato entre equipos de waterpolo en España se inició en 1912. Lo disputaban únicamente equipos de socios del Club Natació Barcelona (equipo azul, amarillo, etc.) y se denominó Concurso Español. En 1914, con el nacimiento del Club Natació Athletic, que se incorpora a la competición en 1915, la competición pasa a denominarse Campeonato de España. En 1917 se establecen dos campeonatos por categorías, la Primera, en la que únicamente juegan los mejores equipos del C.N. Barcelona, y Segunda, en la que juegan los demás conjuntos de este club y el C.N. Athlétic.
En 1921 se fundó la Federación Catalana de Natación, y ese mismo año se creó el Campeonato de Cataluña. Al no existir más clubes que los catalanes y para evitar la duplicidad de la competición entre el Campeonato de Cataluña y el Campeonato de España, este último quedó suspendido.
En 1942, tras la Guerra Civil, se retomó el Campeonato de España. En un principio se limitó la participación a dos clubes catalanes, aunque la presencia de equipos del resto del país era muy irregular. Así, el Campeonato de España de 1946 únicamente los disputaron tres clubes: los dos catalanes (CN Barcelona y CN Reus Ploms) y el CN Helios de Zaragoza. A partir de los años 1950 el torneo creció y se consolidó. En las ediciones de 1950 a 1953 participaron siete equipos. En 1954 la cifra se elevó a once, divididos en dos categorías. A partir de 1961 llegaron a participar catorce equipos, divididos en dos fases (previa y final).

### Liga Nacional de Waterpolo
En diciembre de 1965 la asamblea de la Federación Española de Natación aprobó la creación de una Liga Nacional de Waterpolo, para disputarse en los meses de febrero y marzo de cada año. Se definió un grupo único (sin diferentes categorías) integrado por ocho equipos, seis catalanes y dos madrileños, con enfrentamientos de todos contra todos a doble vuelta. La primera edición se disputó en 1966, resultando ganador el CN Barcelona.
Este formato se mantuvo durante ocho temporadas, en las que la Liga Nacional convivió con el Campeonato de España. Finalmente, para aligerar el calendario, en 1974 se aprobó la unificación de ambas competiciones. De este modo, se incrementó el número de clubes participantes en la liga, quedando los equipos divididos en dos niveles: Primera y Segunda Categoría. El título de campeón de España pasó a ser para el ganador de la liga de Primera Categoría.
La denominación de la máxima categoría de la liga iría variando a lo largo de los años:
- 1974-80: Primera Categoría
- 1981-82: División de Honor
- 1983-87: Primera División
- 1988-90: Primera División - Grupo A
- 1990-99: Primera División - Grupo A1
- Desde 1999: División de Honor

## Palmarés
| Temporada | Campeón                  | Subcampeón                  | Tercero                     | Cuarto                      |
| --------- | ------------------------ | --------------------------- | --------------------------- | --------------------------- |
| 1965-66   | C.N. Barcelona           | C.N. Sabadell               | C.N. Cataluña Barcelona     | C.N. Tarrasa                |
| 1966-67   | C.N. Barcelona           | C.N. Tarrasa                | C.N. Sabadell               | C.N. At. Barceloneta        |
| 1967-68   | C.N. Barcelona           | C.N. At. Barceloneta        | C.N. Sabadell               | C.N. Pueblo Nuevo Barcelona |
| 1968-69   | C.N. Barcelona           | C.N. At. Barceloneta        | C.N. Pueblo Nuevo Barcelona | C.N. Sabadell               |
| 1969-70   | C.N. At. Barceloneta     | C.N. Barcelona              | C.N. Montjuich Barcelona    | C.N. Pueblo Nuevo Barcelona |
| 1970-71   | C.N. Barcelona           | C.N. At. Barceloneta        | C.N. Montjuich Barcelona    | C.N. Pueblo Nuevo Barcelona |
| 1971-72   | C.N. Barcelona           | C.N. Montjuich Barcelona    | C.N. At. Barceloneta        | C.N. Tarrasa                |
| 1972-73   | C.N. At. Barceloneta     | C.N. Barcelona              | C.N. Montjuich Barcelona    | C.N. Tarrasa                |
| 1973-74   | C.N. At. Barceloneta     | C.N. Barcelona              | C.N. Tarrasa                | C.N. Montjuich Barcelona    |
| 1974-75   | C.N. Barcelona           | C.N. At. Barceloneta        | C.N. Montjuich Barcelona    | C.N. Tarrasa                |
| 1975-76   | C.N. Montjuich Barcelona | C.N. At. Barceloneta        | C.N. Barcelona              | C.N. Helios Zaragoza        |
| 1976-77   | C.N. Montjuich Barcelona | C.N. Barcelona              | C.N. At. Barceloneta        | C.N. Tarrasa                |
| 1977-78   | C.N. Montjuich Barcelona | C.N. Manresa                | C.N. Barcelona              | C.N. At. Barceloneta        |
| 1978-79   | C.N. Montjuich Barcelona | C.N. Barcelona              | C.N. At. Barceloneta        | C.N. Manresa                |
| 1979-80   | C.N. Barcelona           | C.N. Manresa                | C.N. At. Barceloneta        | C.N. Montjuich Barcelona    |
| 1980-81   | C.N. Barcelona           | C.N. Montjuich Barcelona    | C.N. Cataluña Barcelona     | C.N. Manresa                |
| 1981-82   | C.N. Barcelona           | C.N. Montjuich Barcelona    | C.N. Cataluña Barcelona     | C.N. At. Barceloneta        |
| 1982-83   | C.N. Barcelona           | C.N. Montjuich Barcelona    | C.N. Cataluña Barcelona     | C.N. Manresa                |
| 1983-84   | C.N. Montjuich Barcelona | C.N. Barcelona              | C.N. Cataluña Barcelona     | Canoe N.C. Madrid           |
| 1984-85   | C.N. Montjuich Barcelona | C.N. Barcelona              | C.N. Tarrasa                | Canoe N.C. Madrid           |
| 1985-86   | C.N. Montjuich Barcelona | C.N. Cataluña Barcelona     | C.N. Barcelona              | Canoe N.C. Madrid           |
| 1986-87   | C.N. Barcelona           | C.N. Cataluña Barcelona     | C.N. Montjuich Barcelona    | C.N. Manresa                |
| 1987-88   | C.N. Cataluña Barcelona  | C.N. Barcelona              | C.N. Montjuich Barcelona    | C.N. Manresa                |
| 1988-89   | C.N. Cataluña Barcelona  | C.N. Barcelona              | C.N. Montjuich Barcelona    | U.E. Horta Barcelona        |
| 1989-90   | C.N. Cataluña Barcelona  | C.N. Barcelona              | C.N. Montjuich Barcelona    | Real Canoe N.C. Madrid      |
| 1990-91   | C.N. Barcelona           | C.N. Cataluña Barcelona     | C.N. Sabadell               | Real Canoe N.C. Madrid      |
| 1991-92   | C.N. Cataluña Barcelona  | C.N. Barcelona              | C.E. Mediterráneo Barcelona | C.N. Sabadell               |
| 1992-93   | C.N. Cataluña Barcelona  | C.E. Mediterráneo Barcelona | C.N. Sabadell               | C.N. Barcelona              |
| 1993-94   | C.N. Cataluña Barcelona  | C.E. Mediterráneo Barcelona | C.N. Barcelona              | C.N. Sabadell               |
| 1994-95   | C.N. Barcelona           | C.N. Cataluña Barcelona     | C.N. Tarrasa                | C.N. Sabadell               |
| 1995-96   | C.N. Barcelona           | C.N. Cataluña Barcelona     | C.E. Mediterráneo Barcelona | C.N. Pueblo Nuevo Barcelona |
| 1996-97   | C.N. Barcelona           | C.N. Cataluña Barcelona     | C.N. At. Barceloneta        | C.E. Mediterráneo Barcelona |
| 1997-98   | C.N. Cataluña Barcelona  | Real Canoe N.C. Madrid      | C.N. At. Barceloneta        | C.N. Barcelona              |
| 1998-99   | Real Canoe N.C. Madrid   | C.N. At. Barceloneta        | C.N. Montjuich Barcelona    | C.N. Sabadell               |
| 1999-00   | Real Canoe N.C. Madrid   | C.N. Barcelona              | C.N. At. Barceloneta        | C.E. Mediterráneo Barcelona |
| 2000-01   | C.N. At. Barceloneta     | C.N. Barcelona              | Real Canoe N.C. Madrid      | C.N. Sabadell               |
| 2001-02   | C.N. Barcelona           | C.N. Sabadell               | C.N. Cataluña Barcelona     | C.N. Mataró                 |
| 2002-03   | C.N. At. Barceloneta     | C.N. Sabadell               | C.N. Barcelona              | C.N. Cataluña Barcelona     |
| 2003-04   | C.N. Barcelona           | C.N. At. Barceloneta        | C.N. Sabadell               | C.N. Mataró                 |
| 2004-05   | C.N. Barcelona           | C.N. At. Barceloneta        | C.N. Sabadell               | C.N. Mataró                 |
| 2005-06   | C.N. At. Barceloneta     | C.N. Barcelona              | C.N. Sabadell               | C.N. Tarrasa                |
| 2006-07   | C.N. At. Barceloneta     | C.N. Tarrasa                | C.N. Sabadell               | C.N. Barcelona              |
| 2007-08   | C.N. At. Barceloneta     | C.N. Barcelona              | C.N. Tarrasa                | C.N. Ondarreta Alcorcón     |
| 2008-09   | C.N. At. Barceloneta     | C.N. Tarrasa                | C.N. Barcelona              | C.N. Mataró                 |
| 2009-10   | C.N. At. Barceloneta     | C.N. Tarrasa                | C.N. Barcelona              | C.N. Sabadell               |
| 2010-11   | C.N. At. Barceloneta     | C.N. Barcelona              | C.N. Tarrasa                | C.N. Mataró                 |
| 2011-12   | C.N. At. Barceloneta     | C.N. Sabadell               | C.N. Tarrasa                | Real Canoe N.C. Madrid      |
| 2012-13   | C.N. At. Barceloneta     | C.N. Sabadell               | Real Canoe N.C. Madrid      | C.E. Mediterráneo Barcelona |
| 2013-14   | C.N. At. Barceloneta     | C.N. Tarrasa                | C.N. Mataró                 | C.E. Mediterráneo Barcelona |
| 2014-15   | C.N. At. Barceloneta     | C.E. Mediterráneo Barcelona | C.N. Sabadell               | C.N. Mataró                 |
| 2015-16   | C.N. At. Barceloneta     | C.N. Sabadell               | C.N. Tarrasa                | C.N. Barcelona              |
| 2016-17   | C.N. At. Barceloneta     | C.N. Sabadell               | C.N. Tarrasa                | C.N. Barcelona              |
| 2017-18   | C.N. At. Barceloneta     | C.N. Tarrasa                | C.N. Sabadell               | C.N. Barcelona              |
| 2018-19   | C.N. At. Barceloneta     | C.N. Barcelona              | C.N. Tarrasa                | C.E. Mediterráneo Barcelona |
| 2019-20   | C.N. At. Barceloneta     | C.N. Barcelona              | C.N. Tarrasa                | C.N. Sabadell               |
| 2020-21   | C.N. At. Barceloneta     | C.N. Barcelona              | C.N. Tarrasa                | C.N. Sabadell               |
| 2021-22   | C.N. At. Barceloneta     | C.N. Barcelona              | C.N. Sabadell               | C.N. Tarrasa                |
| Temporada | Campeón                  | Subcampeón                  | Semifinalistas              | Semifinalistas              |
| 2022-23   | C.N. At. Barceloneta     | C.N. Sabadell               | C.N. Terrassa               | C.N. Barcelona              |

## Títulos
- 23 títulos y 8 subcampeonatos: C.N. At. Barceloneta
- 19 títulos y 20 subcampeonatos: C.N. Barcelona
- 7 títulos y 6 subcampeonatos: C.N. Montjuïc Barcelona
- 7 títulos y 4 subcampeonatos: C.N. Cataluña Barcelona
- 2 títulos y 1 subcampeonato: Real Canoe N.C.
- 0 títulos y 9 subcampeonatos: C.N. Sabadell
- 0 títulos y 6 subcampeonatos: C.N. Terrassa
- 0 títulos y 3 subcampeonatos: C.E. Mediterrani Barcelona
- 0 títulos y 2 subcampeonatos: C.N. Manresa